# Spitzer Graben

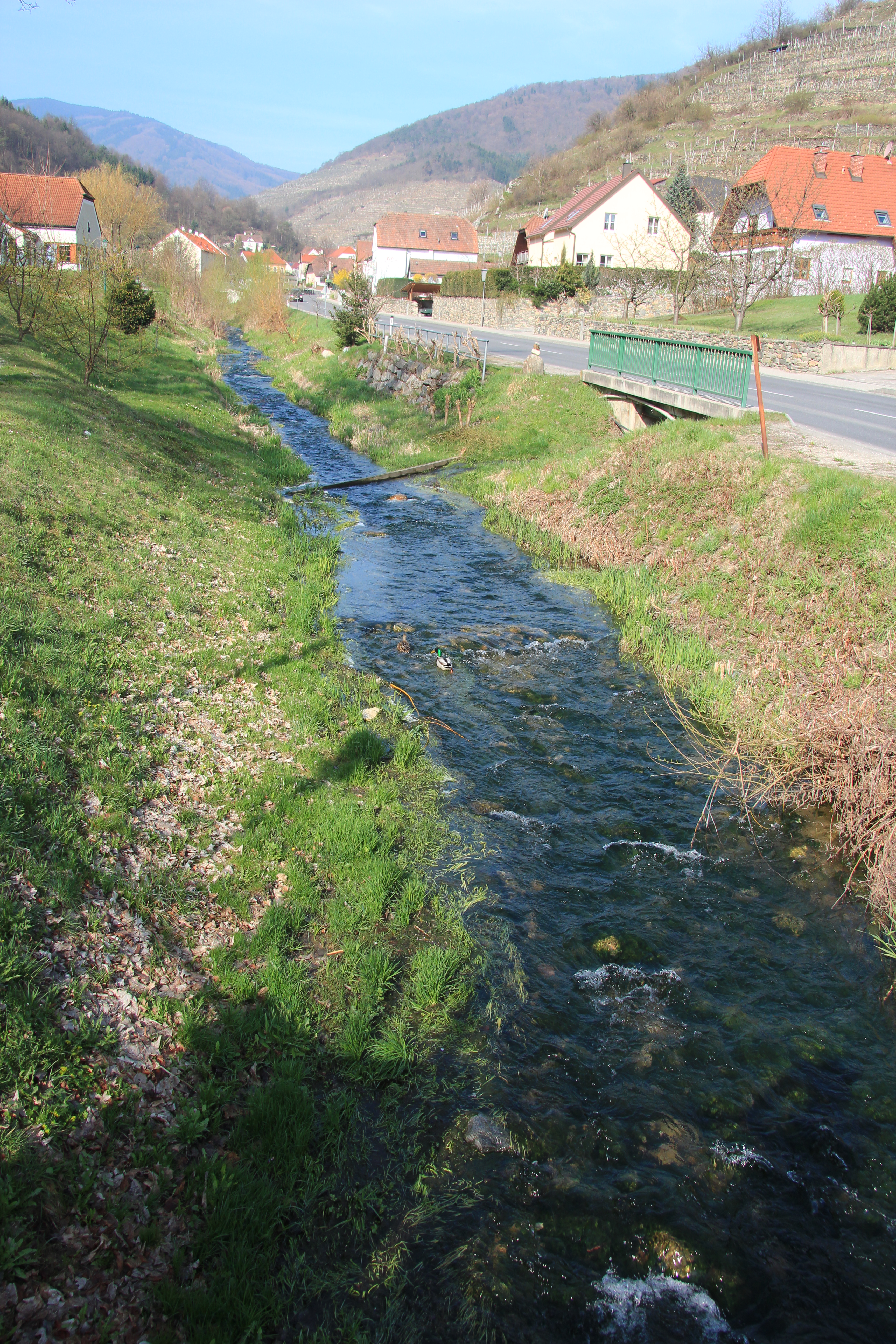
Spitzer Bach mit Blick – vom Erlahof – bachaufwärts in den Spitzer Graben

Der Spitzer Graben ist ein Seitental des Donautals, das bei Spitz (Niederösterreich) nördlich Richtung Waldviertel führt. Er wird vom Spitzer Bach durchflossen, der nahe dem westlichen Ortsende von Spitz in die Donau mündet.
Orte im Spitzer Graben sind die zur Gemeinde Spitz gehörenden Gut am Steg, Zornberg, Vießling und Spitz selbst sowie zu Mühldorf gehörend Elsarn sowie Mühldorf selbst.
Die historische Bedeutung des Spitzer Grabens liegt zum einen in der gut erhaltenen Burg Oberranna mit ihrer berühmten frühmittelalterlichen Krypta sowie zur späteren Zeit in der Bedeutung als einer der wenigen Orte mit Graphitbergbau.
Das Gebiet gehört zum Weinbaugebiet Wachau (Weinbau in Österreich) und zum Weltkulturerbe Wachau. Heute ist der Spitzer Graben durch Wein- und Obstbau bekannt. Es gedeihen vor allem die Weißweinsorten Riesling, Neuburger und Grüner Veltliner auf den steilen Steinterrassen.
Der Tourismus der Region beginnt um Ostern mit der Marillenblüte und dauert bis zur Weinlese im Spätherbst.